# Murder Was the Case
Murder Was the Case – czwarty niezależny album amerykańskiego rapera Gucciego Mane’a. Został wydany 5 maja 2009 roku. Zadebiutował na 23. miejscu na Billboard 200.

## Lista utworów
| Nr | Tytuł                                 | Producent(ci)  | Czas |
| -- | ------------------------------------- | -------------- | ---- |
| 1  | „Runnin' Back (Getting Fat)”          | DJ Speedy      | 3:53 |
| 2  | „Hot!"                                | Zaytoven       | 4:33 |
| 3  | „Block Party"                         | Zaytoven       | 4:20 |
| 4  | „Stoopid”                             | Zaytoven       | 4:33 |
| 5  | „Murder Was the Case (Ox from Belly)” |                | 0:19 |
| 6  | „Murder for Fun” ft. Ox               | Mel-Man        | 4:06 |
| 7  | „Trap Money (Remix)” ft. B.A. & Mook  | Zaytoven       | 3:24 |
| 8  | „Neva Had Shit"                       | Melvin Breeden | 4:15 |
| 9  | „Yella Diamonds"                      |                | 3:06 |
| 10 | „Get Low (Like a Lambo)” ft. Selassie | DJ Speedy      | 3:33 |
| 11 | „Say Damn"                            | DJ Speedy      | 3:03 |
| 12 | „Cuttin' off Fingaz"                  | Zaytoven       | 4:58 |
| 13 | „Gangs” ft. Biz                       | Zaytoven       | 3:19 |
| 14 | „Shittin' Onum"                       | DJ Speedy      | 4:36 |

## Notowania
| Notowanie              | Pozycja |
| ---------------------- | ------- |
| Top R&B/Hip-Hop Albums | 4       |
| Billboard 200          | 23      |
| Top Independent Albums | 3       |